# 伊豆市立熊坂小学校
伊豆市立熊坂小学校（いずしりつ くまさかしょうがっこう、英: Kumasaka Elementary School, Izu City）は、静岡県伊豆市にある公立小学校。伊豆市の北部に位置し、狩野川を境として伊豆の国市に隣接している。

## 概要
学校教育目標
- 気づき　考え　やりぬく子

重点目標
- 自ら行動する子

学校規模
- 児童数　90人
学級数　６学級　(2024/4/1時点)[1]

校歌
- 作詞　大城美雄、作曲　田村虎蔵

## 通学区域
大沢（藤ケ平を除く。）、堀切（ニュータウンを除く。）、熊坂、瓜生野

## 進学先中学校
- 伊豆市立修善寺中学校

## 狩野川台風による被害
- 昭和33年（1958年）9月26日に発生した狩野川台風は、静岡県伊豆地方に甚大な被害をもたらした。特に熊坂地区は大きな被害を受け、熊坂小学校でも児童78名、教員2名が犠牲となった。学校は2.5メートルの浸水に見舞われ、校具や備品、重要書類のほとんどが流出するなど壊滅的な被害を受けた[1]。
- 現在ではその痕跡は残っていないが、熊坂小学校では狩野川台風資料室を設置し、防災意識の向上に努めている。また、狩野川台風の記憶を後世に伝えるため、毎年9月26日には当時を知る人々を招いて「狩野川台風に学ぶ会」を開催し、児童に災害の教訓を伝えている[3]。

## アクセス
- 熊坂（最寄りのバス停）から約20m
- 最寄り駅：大仁駅（伊豆箱根鉄道駿豆線）

## 周辺地域
- 熊坂こども園
- 狩野川記念公園